# Fabrice Muamba
Ndala Fabrice Muamba (sinh ngày 06 tháng 4 năm 1988) là một cựu cầu thủ bóng đá người Anh.
Anh bị đột quỵ trong trận đấu với câu lạc bộ Tottenham Hotspur F.C. tại đấu trường FA Cup, lúc đó tỉ số là 1-1. Anh được chuyển tới bệnh viện gần đó trong tình trạng rất nguy kịch, sau vài tuần chữa trị, Muamba đã bình phục song tình trạng của anh vẫn đang rất yếu.
Cuối cùng, anh đã giải nghệ năm 2012.